# BC Šilutė
Der BC Šilutė ist ein Basketballverein Litauens in Šilutė, spielt in der NKL-Liga.

## Geschichte
Der Club wurde 1990 gegründet und spielte von 1993 bis 1999 in der Litauischen Basketball-Liga (LKL), belegte den 3. Platz und gewann damit Bronze. Seit 1999 spielt BC „Šilutė“ in der LKAL (jetzt NKL). 2004–2005 erreichte er den 1. Platz.

## Erfolge
- 2002–2003: LKAL 2. Platz
- 2003–2004: LKAL 5–8. Platz (Viertelfinale)
- 2004–2005: LKAL 1. Platz
- 2005–2006: NKL 13. Platz
- 2006–2007: NKL 4. Platz
- 2007–2008: NKL 5. Platz
- 2008–2009: NKL 15. Platz
- 2009–2010: NKL 15. Platz
- 2010–2011: NKL 11. Platz

## Trainer
- Litauen Robertas Kuncaitis (2002–2004)

## Spieler
- 1996:00000  Litauen, Rimantas Kaukėnas (* 1977), Shooting Guard, seit 2012 bei Žalgiris Kaunas
- 1997–1998:  Litauen, Mindaugas Timinskas (* 1974)
- 1996–1998:  Litauen, Kęstutis Kemzūra (* 1970), Chefcoach von Asseco Prokom Gdynia
- 1997–1998:  Litauen, Marijonas Petravičius
- 1995–1998:  Litauen, Žydrūnas Stankus
- 2004–2005:  Litauen, Marius Kasiulevičius
- 2002–2003:  Litauen, Evaldas Dainys
- 2002–2003:  Litauen, Jonas Elvikis